# 澤村源之助 (4代目)
四代目 澤村源之助（よだいめ さわむら げんのすけ、安政6年3月14日（1859年4月16日）－昭和11年（1936年）4月20日）は、歌舞伎役者。本名は澤村 清三郎（さわむら きよさぶろう）。屋号は紀伊國屋。俳名に秋香・青岳。浅草田圃に住まいがあったので田圃の太夫と呼ばれ、しゃがれ声と錦絵のような容貌を特徴に、江戸の最後の女形として尊敬を集めた。

## 生涯
大坂生まれ。幼少時に江戸に下る。三代目澤村源之助の養子となり二代目澤村清子。のち澤村清三郎と改名。初舞台は明治3年 （1870年）東京守田座の『廓文章』で吉田屋娘おきよ。明治6年 (1873) 二代目澤村清十郎を襲名。明治19年 （1886年）、四代目澤村源之助を襲名。
源之助襲名後は有望な若手女形として、九代目市川團十郎や五代目尾上菊五郎の相方を勤める。明治22年（1889年）に開場した歌舞伎座にも出演していたが明治24年 (1891)に開場した小芝居の三崎座に出演した事が原因となって東京の大歌舞伎の劇場に出演が出来なくなり菊五郎に連れられて明治25年（1892年）に大阪の角座に出演したのを機に5年間大阪に活躍の場を移す。明治30年（1897年）に帰京し当時立女形が不在であった初代市川左團次に迎えられて明治座に出演する傍らで浅草の宮戸座にも出演して三代目澤村田之助が演じた悪婆物や世話物の役を中心に演じて七代目澤村訥子と共に絶大な人気を誇った。大正3年（1914年）12月に松竹に請われて再び歌舞伎座に出演する様になり、六代目尾上梅幸を帝国劇場に引き抜かれ相方不足となっていた十五代目市村羽左衛門の相手役として至芸を見せた。その後大正7年から松竹が経営する御國座へと出演した事により再度小芝居へと戻り活動していたが関東大震災や金融恐慌により小芝居の勢力が衰えて来た事もあり昭和2年（1927年）8月に三度大歌舞伎の舞台へと復帰した。その後は團菊左を知る劇界の長老として六代目尾上菊五郎や初代中村吉右衛門、二代目市川左團次ら後進の若手らと共演を重ねた。昭和10年 （1935年）10月明治座の『鈴木主水噂新宿』（鈴木主水）の通人が最後の舞台となり翌昭和11年 （1936年）4月20日に死去した。
劇作家木村錦花の息子である片岡千代磨が実子の栄乃と結婚した事もあり後に五代目澤村源之助を名乗った。

## その芸風と評価

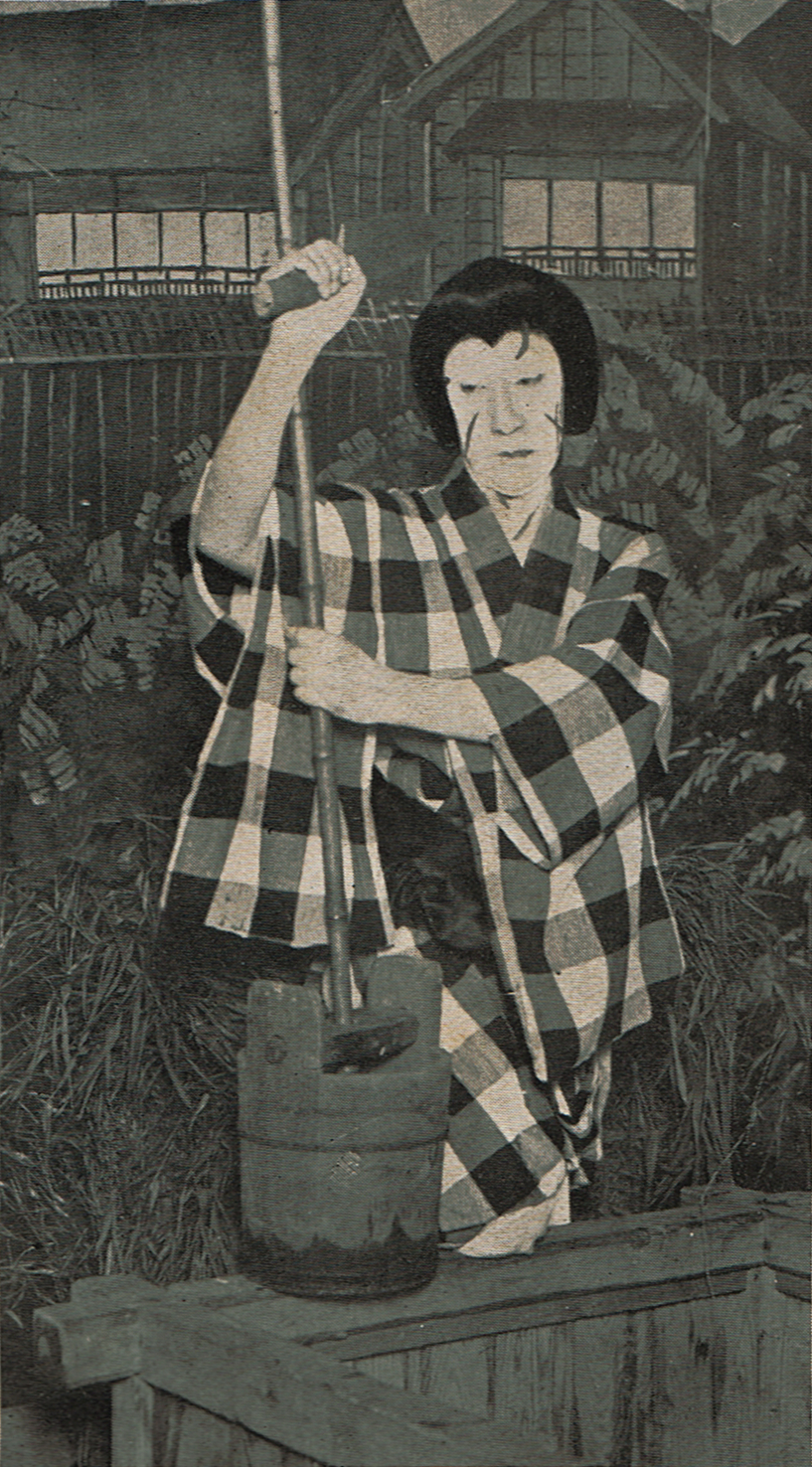
澤村源之助の切られお富

明治18年から明治24年にいたる短い期間が源之助の最初の全盛期であっただろうと作家の岡本綺堂は観察している。源之助といえば｢水も滴るようなお女郎役者｣として少年の頃の綺堂の記憶に刻みつけられていたのだ。
三代目澤村田之助の芸を継承し、切られお富、うわばみお由、女團七、鬼神のお松、姐妃のお百、蝮のお市など悪婆とよばれる色気のある世話物の悪女役を得意とした。
これらの悪婆の芸は、五代目河原崎国太郎や九代目澤村宗十郎に受け継がれた。他に立役では『青砥稿花紅彩画』（弁天小僧）の弁天小僧菊之助、『梅雨小袖昔八丈』（髪結新三）の新三、女形役では『籠釣瓶花街酔醒』（籠釣瓶）の八つ橋、『夏祭浪花鑑』の徳兵衛女房おたつ、『侠客春雨傘』の丁山（初演時に主演の九代目市川團十郎から特に指名を受けて例外的に歌舞伎座に出演して勤めた）、『天衣紛上野初花』（直侍）の三千歳などを勤めた。立役の弁天小僧菊之助に関しては彼の芸の後継者の1人である尾上多賀之丞をして「『白浪五人男』の弁天なんかこりゃ飛び抜けてましたね。私はまあ、先輩に聞いたんですけれど、五代目(菊五郎)よりいいんじゃないかって話でしたよ。間合いなんかはね、これはとても五代目だって真似ができないって。」「そのまた後にうちの師匠(六代目菊五郎)の弁天小僧を見ましたけど、やっぱり、どうひいき目に見ても田圃さんほどいいとは思いませんでした。」と絶賛する程の出来栄えだったと証言する程だった。
また『夏祭浪花鑑』の徳兵衛女房おたつ役では、三代目中村歌六から大阪滞在中に教わった「妾がほれているのは顔やない」と胸を叩き「ここでござんす」と見得を切る型を披露してその腕前を激賞されて以来坂東秀調が演じて来た型を凌駕して現在の主流に定着させた他、初代市川左團次と共に黙阿弥の書いた三人吉三巴白浪を復活上演して大当たりを取り現代にまで伝わる演目として残す等、現在の歌舞伎にも大きな影響を及ぼしている。
国文学者の折口信夫は『役者の一生』（昭和17年・1942）で源之助の芸風を分析し、三代目田之助の死で絶えかけた悪婆の芸を「一時、間に合わせに源之助がさせられたのだが、それが、源之助の役柄を決定してしまったのであった。こうして源之助は人々の渇望に応えて華々しく世に出たのであるが、それは又一面彼にとって不幸なことでもあった」と評し、持って生まれた美貌や芸力を十分に活かせなかったとしている。